# ميشيل جونسون
ميشيل جونسون (بالإنجليزية: Michelle Johnson)‏ (و. 1965 – م) هي ممثلة، وممثلة تلفزيونية، من الولايات المتحدة الأمريكية، ولدت في أنكوريج.

## وصلات خارجية
- ميشيل جونسون على موقع IMDb (الإنجليزية)
- ميشيل جونسون على موقع ألو سيني (الفرنسية)
- ميشيل جونسون على موقع أول موفي (الإنجليزية)
- ميشيل جونسون على موقع قاعدة بيانات الأفلام السويدية (السويدية)
- ميشيل جونسون على موقع إن إن دي بي (الإنجليزية)
- ميشيل جونسون على موقع قاعدة بيانات الفيلم (الإنجليزية)
- ميشيل جونسون على موقع كينوبويسك (الروسية)